# Podomyrma lampros
Podomyrma lampros é uma espécie de formiga do gênero Podomyrma, pertencente à subfamília Myrmicinae.